# Hosni Mubarak
Muhammad Hosni Said Mubarak (født 4. maj 1928, død 25. februar 2020), normalt bare omtalt som Hosni Mubarak, var Egyptens fjerde præsident. Han efterfulgte d. 14. oktober 1981 Anwar Sadat efter dennes død ved et attentat 6. oktober 1981. Den 11. februar 2011 trådte Hosni Mubarak tilbage som Egyptens præsident efter 18 dages voldsomme demonstrationer og oprør i landet. Som Egyptens præsident ansås Mubarak som en af de mest magtfulde ledere i regionen. Han var kendt for sin moderate holdning til Israel-Palæstina konflikten og var ofte involveret i forhandlinger mellem de to sider.
Mubarak meddelte den 1. februar 2011 under de omfattende demonstrationer i 2011  – at han ikke ville genopstille ved det kommende valg. Hosni Mubaraks søn, Gamal Mubarak, der længe havde været spået at skulle efterfølge faderen som præsident, stiller heller ikke op ved det kommende valg.
Som et resultat af de omfattende protester i 2011 trådte Mubaraks regering tilbage, og Mubarak blev fængslet. Han blev den 2. juni 2012 idømt livsvarigt fængsel for bl.a at have givet ordre til drab på demonstranter under urolighederne. Denne dom blev dog annulleret i 2014. En anklage for korruption førte i 2015 til en dom på tre års fængsel. I samme sag fik to af hans sønner samme dom.